# Lista di asteroidi (235001-236000)
Di seguito una lista di asteroidi dal numero 235001 al 236000 con data di scoperta e scopritore.

## 235001-235100
| Nome           | Designazione provvisoria | Data di scoperta | Scopritore           |
| -------------- | ------------------------ | ---------------- | -------------------- |
| 235001 -       | 2003 BT83                | 31 gennaio 2003  | LINEAR               |
| 235002 -       | 2003 BK87                | 26 gennaio 2003  | LONEOS               |
| 235003 -       | 2003 CL7                 | 1º febbraio 2003 | LINEAR               |
| 235004 -       | 2003 CJ12                | 2 febbraio 2003  | NEAT                 |
| 235005 -       | 2003 CW17                | 7 febbraio 2003  | NEAT                 |
| 235006 -       | 2003 CX25                | 12 febbraio 2003 | NEAT                 |
| 235007 -       | 2003 DD8                 | 22 febbraio 2003 | NEAT                 |
| 235008 -       | 2003 DQ9                 | 25 febbraio 2003 | CINEOS               |
| 235009 -       | 2003 DB12                | 25 febbraio 2003 | CINEOS               |
| 235010 -       | 2003 DV13                | 25 febbraio 2003 | NEAT                 |
| 235011 -       | 2003 DR21                | 23 febbraio 2003 | LONEOS               |
| 235012 -       | 2003 EZ2                 | 6 marzo 2003     | LINEAR               |
| 235013 -       | 2003 EM4                 | 6 marzo 2003     | Yeung, W. K. Y.      |
| 235014 -       | 2003 ES4                 | 4 marzo 2003     | St. Veran            |
| 235015 -       | 2003 EC11                | 6 marzo 2003     | LINEAR               |
| 235016 -       | 2003 EC18                | 6 marzo 2003     | LONEOS               |
| 235017 -       | 2003 EY19                | 6 marzo 2003     | LONEOS               |
| 235018 -       | 2003 EE26                | 6 marzo 2003     | LINEAR               |
| 235019 -       | 2003 EF26                | 6 marzo 2003     | LINEAR               |
| 235020 -       | 2003 EF31                | 6 marzo 2003     | NEAT                 |
| 235021 -       | 2003 EM32                | 7 marzo 2003     | LONEOS               |
| 235022 -       | 2003 EM44                | 7 marzo 2003     | LINEAR               |
| 235023 -       | 2003 EG49                | 10 marzo 2003    | LONEOS               |
| 235024 -       | 2003 EM49                | 10 marzo 2003    | LONEOS               |
| 235025 -       | 2003 EJ57                | 9 marzo 2003     | LONEOS               |
| 235026 -       | 2003 FC2                 | 23 marzo 2003    | Drebach              |
| 235027 Pommard | 2003 FH2                 | 23 marzo 2003    | Ory, M.              |
| 235028 -       | 2003 FA6                 | 26 marzo 2003    | CINEOS               |
| 235029 -       | 2003 FC6                 | 26 marzo 2003    | CINEOS               |
| 235030 -       | 2003 FO6                 | 26 marzo 2003    | Tichy, M., Kocer, M. |
| 235031 -       | 2003 FW11                | 23 marzo 2003    | Spacewatch           |
| 235032 -       | 2003 FH14                | 23 marzo 2003    | Spacewatch           |
| 235033 -       | 2003 FT15                | 23 marzo 2003    | Spacewatch           |
| 235034 -       | 2003 FX17                | 24 marzo 2003    | Spacewatch           |
| 235035 -       | 2003 FU19                | 30 marzo 2003    | LINEAR               |
| 235036 -       | 2003 FH28                | 24 marzo 2003    | NEAT                 |
| 235037 -       | 2003 FD36                | 23 marzo 2003    | Spacewatch           |
| 235038 -       | 2003 FS36                | 23 marzo 2003    | Spacewatch           |
| 235039 -       | 2003 FN40                | 25 marzo 2003    | NEAT                 |
| 235040 -       | 2003 FV47                | 24 marzo 2003    | Spacewatch           |
| 235041 -       | 2003 FA55                | 25 marzo 2003    | NEAT                 |
| 235042 -       | 2003 FS56                | 26 marzo 2003    | NEAT                 |
| 235043 -       | 2003 FH57                | 26 marzo 2003    | NEAT                 |
| 235044 -       | 2003 FK59                | 26 marzo 2003    | NEAT                 |
| 235045 -       | 2003 FU62                | 26 marzo 2003    | NEAT                 |
| 235046 -       | 2003 FG67                | 26 marzo 2003    | NEAT                 |
| 235047 -       | 2003 FS67                | 26 marzo 2003    | NEAT                 |
| 235048 -       | 2003 FF69                | 26 marzo 2003    | NEAT                 |
| 235049 -       | 2003 FU69                | 26 marzo 2003    | NEAT                 |
| 235050 -       | 2003 FA70                | 26 marzo 2003    | Spacewatch           |
| 235051 -       | 2003 FW70                | 26 marzo 2003    | Spacewatch           |
| 235052 -       | 2003 FJ72                | 26 marzo 2003    | NEAT                 |
| 235053 -       | 2003 FM72                | 26 marzo 2003    | NEAT                 |
| 235054 -       | 2003 FV74                | 26 marzo 2003    | NEAT                 |
| 235055 -       | 2003 FF75                | 26 marzo 2003    | CINEOS               |
| 235056 -       | 2003 FU75                | 27 marzo 2003    | NEAT                 |
| 235057 -       | 2003 FU77                | 27 marzo 2003    | NEAT                 |
| 235058 -       | 2003 FX98                | 30 marzo 2003    | LINEAR               |
| 235059 -       | 2003 FF99                | 30 marzo 2003    | LINEAR               |
| 235060 -       | 2003 FL101               | 31 marzo 2003    | LINEAR               |
| 235061 -       | 2003 FL104               | 25 marzo 2003    | NEAT                 |
| 235062 -       | 2003 FX108               | 31 marzo 2003    | LINEAR               |
| 235063 -       | 2003 FR116               | 23 marzo 2003    | Spacewatch           |
| 235064 -       | 2003 FJ118               | 25 marzo 2003    | NEAT                 |
| 235065 -       | 2003 FX118               | 26 marzo 2003    | LONEOS               |
| 235066 -       | 2003 FU130               | 29 marzo 2003    | LONEOS               |
| 235067 -       | 2003 FN131               | 27 marzo 2003    | NEAT                 |
| 235068 -       | 2003 GF1                 | 1º aprile 2003   | LINEAR               |
| 235069 -       | 2003 GF12                | 1º aprile 2003   | LINEAR               |
| 235070 -       | 2003 GU13                | 4 aprile 2003    | Spacewatch           |
| 235071 -       | 2003 GK14                | 1º aprile 2003   | LINEAR               |
| 235072 -       | 2003 GJ16                | 2 aprile 2003    | NEAT                 |
| 235073 -       | 2003 GS23                | 5 aprile 2003    | Spacewatch           |
| 235074 -       | 2003 GU28                | 8 aprile 2003    | NEAT                 |
| 235075 -       | 2003 GF29                | 5 aprile 2003    | NEAT                 |
| 235076 -       | 2003 GJ32                | 8 aprile 2003    | LINEAR               |
| 235077 -       | 2003 GG35                | 4 aprile 2003    | Spacewatch           |
| 235078 -       | 2003 GG47                | 7 aprile 2003    | Spacewatch           |
| 235079 -       | 2003 GT50                | 8 aprile 2003    | NEAT                 |
| 235080 -       | 2003 GS51                | 1º aprile 2003   | Buie, M. W.          |
| 235081 -       | 2003 GJ52                | 1º aprile 2003   | Buie, M. W.          |
| 235082 -       | 2003 GC56                | 9 aprile 2003    | Spacewatch           |
| 235083 -       | 2003 HM3                 | 24 aprile 2003   | LONEOS               |
| 235084 -       | 2003 HL5                 | 24 aprile 2003   | Spacewatch           |
| 235085 -       | 2003 HM11                | 23 aprile 2003   | CINEOS               |
| 235086 -       | 2003 HW11                | 25 aprile 2003   | LONEOS               |
| 235087 -       | 2003 HX13                | 25 aprile 2003   | CINEOS               |
| 235088 -       | 2003 HD22                | 27 aprile 2003   | LONEOS               |
| 235089 -       | 2003 HG29                | 28 aprile 2003   | Spacewatch           |
| 235090 -       | 2003 HG39                | 29 aprile 2003   | LINEAR               |
| 235091 -       | 2003 HC46                | 28 aprile 2003   | Spacewatch           |
| 235092 -       | 2003 HA58                | 25 aprile 2003   | LONEOS               |
| 235093 -       | 2003 JA7                 | 1º maggio 2003   | LINEAR               |
| 235094 -       | 2003 JU7                 | 2 maggio 2003    | LINEAR               |
| 235095 -       | 2003 JB8                 | 2 maggio 2003    | LINEAR               |
| 235096 -       | 2003 JT11                | 2 maggio 2003    | LINEAR               |
| 235097 -       | 2003 KO5                 | 22 maggio 2003   | Spacewatch           |
| 235098 -       | 2003 KM7                 | 24 maggio 2003   | Spacewatch           |
| 235099 -       | 2003 KH18                | 29 maggio 2003   | LINEAR               |
| 235100 -       | 2003 KH35                | 30 maggio 2003   | Buie, M. W.          |

## 235101-235200
| Nome               | Designazione provvisoria | Data di scoperta  | Scopritore    |
| ------------------ | ------------------------ | ----------------- | ------------- |
| 235101 -           | 2003 LK3                 | 4 giugno 2003     | Spacewatch    |
| 235102 -           | 2003 LO9                 | 1º giugno 2003    | Spacewatch    |
| 235103 -           | 2003 MQ1                 | 23 giugno 2003    | LINEAR        |
| 235104 -           | 2003 MH8                 | 28 giugno 2003    | LINEAR        |
| 235105 -           | 2003 NW4                 | 4 luglio 2003     | Broughton, J. |
| 235106 -           | 2003 ON5                 | 22 luglio 2003    | NEAT          |
| 235107 -           | 2003 OF14                | 21 luglio 2003    | NEAT          |
| 235108 -           | 2003 OO19                | 30 luglio 2003    | NEAT          |
| 235109 -           | 2003 OB24                | 24 luglio 2003    | NEAT          |
| 235110 -           | 2003 OG26                | 24 luglio 2003    | NEAT          |
| 235111 -           | 2003 OS27                | 24 luglio 2003    | NEAT          |
| 235112 -           | 2003 OJ29                | 24 luglio 2003    | NEAT          |
| 235113 -           | 2003 PX                  | 1º agosto 2003    | LINEAR        |
| 235114 -           | 2003 PV1                 | 1º agosto 2003    | NEAT          |
| 235115 -           | 2003 PW4                 | 3 agosto 2003     | NEAT          |
| 235116 -           | 2003 PH7                 | 1º agosto 2003    | NEAT          |
| 235117 -           | 2003 QL6                 | 18 agosto 2003    | CINEOS        |
| 235118 -           | 2003 QU7                 | 21 agosto 2003    | NEAT          |
| 235119 -           | 2003 QF11                | 20 agosto 2003    | CINEOS        |
| 235120 -           | 2003 QQ12                | 22 agosto 2003    | NEAT          |
| 235121 -           | 2003 QK21                | 22 agosto 2003    | NEAT          |
| 235122 -           | 2003 QJ26                | 22 agosto 2003    | NEAT          |
| 235123 -           | 2003 QY26                | 22 agosto 2003    | NEAT          |
| 235124 -           | 2003 QS33                | 22 agosto 2003    | NEAT          |
| 235125 -           | 2003 QU38                | 22 agosto 2003    | NEAT          |
| 235126 -           | 2003 QB42                | 22 agosto 2003    | LINEAR        |
| 235127 -           | 2003 QV42                | 22 agosto 2003    | NEAT          |
| 235128 -           | 2003 QL45                | 23 agosto 2003    | NEAT          |
| 235129 -           | 2003 QJ47                | 23 agosto 2003    | LINEAR        |
| 235130 -           | 2003 QY53                | 23 agosto 2003    | LINEAR        |
| 235131 -           | 2003 QL57                | 23 agosto 2003    | LINEAR        |
| 235132 -           | 2003 QP57                | 23 agosto 2003    | NEAT          |
| 235133 -           | 2003 QN59                | 23 agosto 2003    | LINEAR        |
| 235134 -           | 2003 QR60                | 23 agosto 2003    | LINEAR        |
| 235135 -           | 2003 QF63                | 23 agosto 2003    | LINEAR        |
| 235136 -           | 2003 QJ63                | 23 agosto 2003    | LINEAR        |
| 235137 -           | 2003 QK63                | 23 agosto 2003    | LINEAR        |
| 235138 -           | 2003 QP68                | 25 agosto 2003    | LINEAR        |
| 235139 -           | 2003 QC69                | 26 agosto 2003    | Broughton, J. |
| 235140 -           | 2003 QB71                | 23 agosto 2003    | NEAT          |
| 235141 -           | 2003 QC74                | 24 agosto 2003    | LINEAR        |
| 235142 -           | 2003 QR77                | 24 agosto 2003    | LINEAR        |
| 235143 -           | 2003 QY77                | 24 agosto 2003    | LINEAR        |
| 235144 -           | 2003 QQ81                | 23 agosto 2003    | LINEAR        |
| 235145 Ericquirico | 2003 QL88                | 25 agosto 2003    | Buie, M. W.   |
| 235146 -           | 2003 QE96                | 30 agosto 2003    | NEAT          |
| 235147 -           | 2003 QP101               | 29 agosto 2003    | NEAT          |
| 235148 -           | 2003 QA103               | 31 agosto 2003    | Spacewatch    |
| 235149 -           | 2003 QS104               | 29 agosto 2003    | LINEAR        |
| 235150 -           | 2003 QT114               | 31 agosto 2003    | NEAT          |
| 235151 -           | 2003 RD                  | 2 settembre 2003  | LINEAR        |
| 235152 -           | 2003 RE1                 | 2 settembre 2003  | LINEAR        |
| 235153 -           | 2003 RP1                 | 2 settembre 2003  | Broughton, J. |
| 235154 -           | 2003 RM5                 | 4 settembre 2003  | Spacewatch    |
| 235155 -           | 2003 RL6                 | 1º settembre 2003 | LINEAR        |
| 235156 -           | 2003 RR9                 | 4 settembre 2003  | LINEAR        |
| 235157 -           | 2003 RH23                | 13 settembre 2003 | NEAT          |
| 235158 -           | 2003 SL1                 | 16 settembre 2003 | Spacewatch    |
| 235159 -           | 2003 SG3                 | 16 settembre 2003 | NEAT          |
| 235160 -           | 2003 SQ4                 | 16 settembre 2003 | NEAT          |
| 235161 -           | 2003 SC6                 | 16 settembre 2003 | Spacewatch    |
| 235162 -           | 2003 ST7                 | 16 settembre 2003 | NEAT          |
| 235163 -           | 2003 SK8                 | 16 settembre 2003 | Spacewatch    |
| 235164 -           | 2003 SG11                | 17 settembre 2003 | LINEAR        |
| 235165 -           | 2003 SO24                | 17 settembre 2003 | LINEAR        |
| 235166 -           | 2003 SG31                | 18 settembre 2003 | Spacewatch    |
| 235167 -           | 2003 SC36                | 18 settembre 2003 | LINEAR        |
| 235168 -           | 2003 SF43                | 16 settembre 2003 | LONEOS        |
| 235169 -           | 2003 SW43                | 16 settembre 2003 | LONEOS        |
| 235170 -           | 2003 SM46                | 16 settembre 2003 | LONEOS        |
| 235171 -           | 2003 SH47                | 16 settembre 2003 | LONEOS        |
| 235172 -           | 2003 SV51                | 18 settembre 2003 | NEAT          |
| 235173 -           | 2003 SW60                | 17 settembre 2003 | Spacewatch    |
| 235174 -           | 2003 SM61                | 17 settembre 2003 | LINEAR        |
| 235175 -           | 2003 SG62                | 17 settembre 2003 | LINEAR        |
| 235176 -           | 2003 SP64                | 18 settembre 2003 | CINEOS        |
| 235177 -           | 2003 SY65                | 18 settembre 2003 | LINEAR        |
| 235178 -           | 2003 SN66                | 18 settembre 2003 | CINEOS        |
| 235179 -           | 2003 SH68                | 17 settembre 2003 | Spacewatch    |
| 235180 -           | 2003 SD71                | 18 settembre 2003 | Spacewatch    |
| 235181 -           | 2003 SW77                | 19 settembre 2003 | Spacewatch    |
| 235182 -           | 2003 SV82                | 18 settembre 2003 | Spacewatch    |
| 235183 -           | 2003 SW92                | 18 settembre 2003 | Spacewatch    |
| 235184 -           | 2003 SL93                | 18 settembre 2003 | Spacewatch    |
| 235185 -           | 2003 SE94                | 18 settembre 2003 | NEAT          |
| 235186 -           | 2003 SN99                | 19 settembre 2003 | NEAT          |
| 235187 -           | 2003 SM100               | 20 settembre 2003 | Spacewatch    |
| 235188 -           | 2003 SF106               | 20 settembre 2003 | NEAT          |
| 235189 -           | 2003 SW107               | 20 settembre 2003 | NEAT          |
| 235190 -           | 2003 SF108               | 20 settembre 2003 | NEAT          |
| 235191 -           | 2003 SG129               | 20 settembre 2003 | Crni Vrh      |
| 235192 -           | 2003 SK129               | 20 settembre 2003 | Essen         |
| 235193 -           | 2003 SE134               | 18 settembre 2003 | NEAT          |
| 235194 -           | 2003 SR134               | 18 settembre 2003 | Spacewatch    |
| 235195 -           | 2003 SC138               | 21 settembre 2003 | Skvarc, J.    |
| 235196 -           | 2003 SR138               | 20 settembre 2003 | NEAT          |
| 235197 -           | 2003 SF146               | 20 settembre 2003 | NEAT          |
| 235198 -           | 2003 SL148               | 16 settembre 2003 | LINEAR        |
| 235199 -           | 2003 SQ148               | 16 settembre 2003 | Spacewatch    |
| 235200 -           | 2003 SP154               | 19 settembre 2003 | LONEOS        |

## 235201-235300
| Nome               | Designazione provvisoria | Data di scoperta  | Scopritore                  |
| ------------------ | ------------------------ | ----------------- | --------------------------- |
| 235201 Lorántffy   | 2003 SG158               | 23 settembre 2003 | Sarneczky, K., Sipocz, B.   |
| 235202 -           | 2003 SP158               | 23 settembre 2003 | NEAT                        |
| 235203 -           | 2003 SE164               | 20 settembre 2003 | LONEOS                      |
| 235204 -           | 2003 SH167               | 22 settembre 2003 | LINEAR                      |
| 235205 -           | 2003 SQ167               | 22 settembre 2003 | Spacewatch                  |
| 235206 -           | 2003 SV174               | 18 settembre 2003 | Spacewatch                  |
| 235207 -           | 2003 SW175               | 18 settembre 2003 | Spacewatch                  |
| 235208 -           | 2003 SS183               | 21 settembre 2003 | LINEAR                      |
| 235209 -           | 2003 SK186               | 22 settembre 2003 | LONEOS                      |
| 235210 -           | 2003 SB189               | 22 settembre 2003 | LONEOS                      |
| 235211 -           | 2003 SP189               | 22 settembre 2003 | Spacewatch                  |
| 235212 -           | 2003 SZ192               | 20 settembre 2003 | NEAT                        |
| 235213 -           | 2003 ST201               | 26 settembre 2003 | Yeung, W. K. Y.             |
| 235214 -           | 2003 SX208               | 23 settembre 2003 | NEAT                        |
| 235215 -           | 2003 SL217               | 27 settembre 2003 | Spacewatch                  |
| 235216 -           | 2003 SR217               | 27 settembre 2003 | Sierra Nevada               |
| 235217 -           | 2003 SZ223               | 30 settembre 2003 | Payer, T.                   |
| 235218 -           | 2003 SX230               | 24 settembre 2003 | NEAT                        |
| 235219 -           | 2003 SU231               | 24 settembre 2003 | NEAT                        |
| 235220 -           | 2003 SE232               | 24 settembre 2003 | NEAT                        |
| 235221 -           | 2003 SZ236               | 26 settembre 2003 | LINEAR                      |
| 235222 -           | 2003 SU237               | 26 settembre 2003 | LINEAR                      |
| 235223 -           | 2003 SA238               | 26 settembre 2003 | Yeung, W. K. Y.             |
| 235224 -           | 2003 SM238               | 27 settembre 2003 | LINEAR                      |
| 235225 -           | 2003 SZ244               | 26 settembre 2003 | LINEAR                      |
| 235226 -           | 2003 SE246               | 26 settembre 2003 | LINEAR                      |
| 235227 -           | 2003 SX247               | 26 settembre 2003 | LINEAR                      |
| 235228 -           | 2003 SK251               | 26 settembre 2003 | LINEAR                      |
| 235229 -           | 2003 SY252               | 27 settembre 2003 | LONEOS                      |
| 235230 -           | 2003 SF255               | 27 settembre 2003 | Spacewatch                  |
| 235231 -           | 2003 SU256               | 28 settembre 2003 | Spacewatch                  |
| 235232 -           | 2003 SL258               | 28 settembre 2003 | Spacewatch                  |
| 235233 -           | 2003 SZ258               | 28 settembre 2003 | Spacewatch                  |
| 235234 -           | 2003 SV260               | 27 settembre 2003 | LINEAR                      |
| 235235 -           | 2003 SB263               | 28 settembre 2003 | LINEAR                      |
| 235236 -           | 2003 SS267               | 29 settembre 2003 | Spacewatch                  |
| 235237 -           | 2003 SE276               | 29 settembre 2003 | Spacewatch                  |
| 235238 -           | 2003 SF280               | 18 settembre 2003 | LINEAR                      |
| 235239 -           | 2003 SO290               | 28 settembre 2003 | Spacewatch                  |
| 235240 -           | 2003 ST290               | 28 settembre 2003 | Spacewatch                  |
| 235241 -           | 2003 SA301               | 17 settembre 2003 | NEAT                        |
| 235242 -           | 2003 SL302               | 17 settembre 2003 | NEAT                        |
| 235243 -           | 2003 SS302               | 17 settembre 2003 | NEAT                        |
| 235244 -           | 2003 ST308               | 29 settembre 2003 | LINEAR                      |
| 235245 -           | 2003 ST310               | 29 settembre 2003 | LINEAR                      |
| 235246 -           | 2003 SD317               | 16 settembre 2003 | Spacewatch                  |
| 235247 -           | 2003 SG319               | 21 settembre 2003 | LONEOS                      |
| 235248 -           | 2003 SV319               | 28 settembre 2003 | LONEOS                      |
| 235249 -           | 2003 SF320               | 17 settembre 2003 | LINEAR                      |
| 235250 -           | 2003 SR320               | 18 settembre 2003 | Spacewatch                  |
| 235251 -           | 2003 SU320               | 18 settembre 2003 | Spacewatch                  |
| 235252 -           | 2003 SN321               | 21 settembre 2003 | LONEOS                      |
| 235253 -           | 2003 SU321               | 22 settembre 2003 | NEAT                        |
| 235254 -           | 2003 SH322               | 28 settembre 2003 | LINEAR                      |
| 235255 -           | 2003 SR323               | 16 settembre 2003 | Spacewatch                  |
| 235256 -           | 2003 SS353               | 21 settembre 2003 | NEAT                        |
| 235257 -           | 2003 SR354               | 22 settembre 2003 | LONEOS                      |
| 235258 -           | 2003 ST378               | 26 settembre 2003 | Sloan Digital Sky Survey    |
| 235259 -           | 2003 SV414               | 28 settembre 2003 | Sloan Digital Sky Survey    |
| 235260 -           | 2003 SE415               | 28 settembre 2003 | Sloan Digital Sky Survey    |
| 235261 -           | 2003 SU420               | 29 settembre 2003 | Sloan Digital Sky Survey    |
| 235262 -           | 2003 SB428               | 16 settembre 2003 | Spacewatch                  |
| 235263 -           | 2003 SN428               | 18 settembre 2003 | Spacewatch                  |
| 235264 -           | 2003 TD4                 | 2 ottobre 2003    | Spacewatch                  |
| 235265 -           | 2003 TY8                 | 3 ottobre 2003    | NEAT                        |
| 235266 -           | 2003 TD9                 | 4 ottobre 2003    | Spacewatch                  |
| 235267 -           | 2003 TU11                | 14 ottobre 2003   | LONEOS                      |
| 235268 -           | 2003 TK12                | 14 ottobre 2003   | LONEOS                      |
| 235269 -           | 2003 TA21                | 15 ottobre 2003   | LONEOS                      |
| 235270 -           | 2003 TN31                | 1º ottobre 2003   | Spacewatch                  |
| 235271 -           | 2003 TX37                | 2 ottobre 2003    | Spacewatch                  |
| 235272 -           | 2003 TK44                | 2 ottobre 2003    | NEAT                        |
| 235273 -           | 2003 TA50                | 3 ottobre 2003    | Spacewatch                  |
| 235274 -           | 2003 TE50                | 3 ottobre 2003    | NEAT                        |
| 235275 -           | 2003 TO57                | 6 ottobre 2003    | LONEOS                      |
| 235276 -           | 2003 TR58                | 2 ottobre 2003    | Spacewatch                  |
| 235277 -           | 2003 UO8                 | 16 ottobre 2003   | LONEOS                      |
| 235278 -           | 2003 UE11                | 16 ottobre 2003   | LONEOS                      |
| 235279 -           | 2003 UL17                | 17 ottobre 2003   | LONEOS                      |
| 235280 -           | 2003 UU17                | 18 ottobre 2003   | Spacewatch                  |
| (235281) 2003 UV17 | 2003 UV17                | 18 ottobre 2003   | Christophe, B.              |
| 235282 -           | 2003 UO19                | 20 ottobre 2003   | McClusky, J. V.             |
| 235283 -           | 2003 UC29                | 22 ottobre 2003   | Uppsala-DLR Asteroid Survey |
| 235284 -           | 2003 UF32                | 16 ottobre 2003   | Spacewatch                  |
| 235285 -           | 2003 UF34                | 17 ottobre 2003   | Spacewatch                  |
| 235286 -           | 2003 UQ36                | 16 ottobre 2003   | NEAT                        |
| 235287 -           | 2003 UL41                | 17 ottobre 2003   | Spacewatch                  |
| 235288 -           | 2003 UQ43                | 17 ottobre 2003   | Spacewatch                  |
| 235289 -           | 2003 UJ49                | 16 ottobre 2003   | NEAT                        |
| 235290 -           | 2003 UU50                | 18 ottobre 2003   | NEAT                        |
| 235291 -           | 2003 UY56                | 23 ottobre 2003   | Spacewatch                  |
| 235292 -           | 2003 UG58                | 16 ottobre 2003   | Spacewatch                  |
| 235293 -           | 2003 UK66                | 16 ottobre 2003   | NEAT                        |
| 235294 -           | 2003 UC69                | 18 ottobre 2003   | Spacewatch                  |
| 235295 -           | 2003 UU71                | 19 ottobre 2003   | Spacewatch                  |
| 235296 -           | 2003 UW73                | 28 ottobre 2003   | LINEAR                      |
| 235297 -           | 2003 UN80                | 16 ottobre 2003   | Spacewatch                  |
| 235298 -           | 2003 UQ80                | 16 ottobre 2003   | Spacewatch                  |
| 235299 -           | 2003 UO83                | 17 ottobre 2003   | LONEOS                      |
| 235300 -           | 2003 UN86                | 18 ottobre 2003   | NEAT                        |

## 235301-235400
| Nome     | Designazione provvisoria | Data di scoperta | Scopritore               |
| -------- | ------------------------ | ---------------- | ------------------------ |
| 235301 - | 2003 UP91                | 20 ottobre 2003  | Spacewatch               |
| 235302 - | 2003 UD93                | 17 ottobre 2003  | LONEOS                   |
| 235303 - | 2003 UK94                | 18 ottobre 2003  | Spacewatch               |
| 235304 - | 2003 UA96                | 18 ottobre 2003  | Spacewatch               |
| 235305 - | 2003 UE97                | 19 ottobre 2003  | Spacewatch               |
| 235306 - | 2003 UM109               | 19 ottobre 2003  | Spacewatch               |
| 235307 - | 2003 UX112               | 20 ottobre 2003  | LINEAR                   |
| 235308 - | 2003 UO114               | 20 ottobre 2003  | Spacewatch               |
| 235309 - | 2003 UL122               | 19 ottobre 2003  | Spacewatch               |
| 235310 - | 2003 UC126               | 20 ottobre 2003  | Spacewatch               |
| 235311 - | 2003 UY128               | 21 ottobre 2003  | Spacewatch               |
| 235312 - | 2003 UL133               | 20 ottobre 2003  | NEAT                     |
| 235313 - | 2003 UJ134               | 20 ottobre 2003  | NEAT                     |
| 235314 - | 2003 UV140               | 16 ottobre 2003  | NEAT                     |
| 235315 - | 2003 UP144               | 18 ottobre 2003  | LONEOS                   |
| 235316 - | 2003 UV144               | 18 ottobre 2003  | LONEOS                   |
| 235317 - | 2003 UK165               | 21 ottobre 2003  | Spacewatch               |
| 235318 - | 2003 UD171               | 19 ottobre 2003  | Spacewatch               |
| 235319 - | 2003 UG173               | 20 ottobre 2003  | NEAT                     |
| 235320 - | 2003 UA175               | 21 ottobre 2003  | Spacewatch               |
| 235321 - | 2003 UA178               | 21 ottobre 2003  | LINEAR                   |
| 235322 - | 2003 UM178               | 21 ottobre 2003  | LINEAR                   |
| 235323 - | 2003 UU181               | 21 ottobre 2003  | NEAT                     |
| 235324 - | 2003 UM185               | 21 ottobre 2003  | Spacewatch               |
| 235325 - | 2003 UF186               | 22 ottobre 2003  | Spacewatch               |
| 235326 - | 2003 UY189               | 22 ottobre 2003  | Spacewatch               |
| 235327 - | 2003 UY191               | 23 ottobre 2003  | LONEOS                   |
| 235328 - | 2003 UA195               | 20 ottobre 2003  | Spacewatch               |
| 235329 - | 2003 UG196               | 21 ottobre 2003  | Spacewatch               |
| 235330 - | 2003 UJ197               | 21 ottobre 2003  | Spacewatch               |
| 235331 - | 2003 UM198               | 21 ottobre 2003  | NEAT                     |
| 235332 - | 2003 UT199               | 21 ottobre 2003  | LINEAR                   |
| 235333 - | 2003 UE201               | 21 ottobre 2003  | LINEAR                   |
| 235334 - | 2003 UK203               | 21 ottobre 2003  | Spacewatch               |
| 235335 - | 2003 UO207               | 22 ottobre 2003  | Spacewatch               |
| 235336 - | 2003 UT210               | 23 ottobre 2003  | Spacewatch               |
| 235337 - | 2003 UY215               | 21 ottobre 2003  | Spacewatch               |
| 235338 - | 2003 UL216               | 21 ottobre 2003  | LINEAR                   |
| 235339 - | 2003 UG222               | 22 ottobre 2003  | LINEAR                   |
| 235340 - | 2003 UP224               | 22 ottobre 2003  | Spacewatch               |
| 235341 - | 2003 UB238               | 23 ottobre 2003  | NEAT                     |
| 235342 - | 2003 UF242               | 24 ottobre 2003  | LINEAR                   |
| 235343 - | 2003 UR242               | 24 ottobre 2003  | LINEAR                   |
| 235344 - | 2003 UC248               | 25 ottobre 2003  | Spacewatch               |
| 235345 - | 2003 UL255               | 25 ottobre 2003  | LINEAR                   |
| 235346 - | 2003 UH259               | 25 ottobre 2003  | LINEAR                   |
| 235347 - | 2003 UP260               | 25 ottobre 2003  | Spacewatch               |
| 235348 - | 2003 UQ266               | 28 ottobre 2003  | LINEAR                   |
| 235349 - | 2003 UM268               | 28 ottobre 2003  | LINEAR                   |
| 235350 - | 2003 UW268               | 28 ottobre 2003  | Spacewatch               |
| 235351 - | 2003 UD273               | 29 ottobre 2003  | LINEAR                   |
| 235352 - | 2003 UN282               | 29 ottobre 2003  | LONEOS                   |
| 235353 - | 2003 UZ303               | 17 ottobre 2003  | Spacewatch               |
| 235354 - | 2003 UP315               | 19 ottobre 2003  | LONEOS                   |
| 235355 - | 2003 UE323               | 16 ottobre 2003  | Spacewatch               |
| 235356 - | 2003 UZ329               | 17 ottobre 2003  | Spacewatch               |
| 235357 - | 2003 UH337               | 18 ottobre 2003  | Sloan Digital Sky Survey |
| 235358 - | 2003 UJ343               | 19 ottobre 2003  | Sloan Digital Sky Survey |
| 235359 - | 2003 US343               | 19 ottobre 2003  | Spacewatch               |
| 235360 - | 2003 UE359               | 19 ottobre 2003  | Spacewatch               |
| 235361 - | 2003 UT365               | 20 ottobre 2003  | Spacewatch               |
| 235362 - | 2003 UQ378               | 22 ottobre 2003  | Sloan Digital Sky Survey |
| 235363 - | 2003 VU2                 | 6 novembre 2003  | LINEAR                   |
| 235364 - | 2003 WU6                 | 18 novembre 2003 | NEAT                     |
| 235365 - | 2003 WF9                 | 16 novembre 2003 | Spacewatch               |
| 235366 - | 2003 WN11                | 18 novembre 2003 | NEAT                     |
| 235367 - | 2003 WL20                | 19 novembre 2003 | LINEAR                   |
| 235368 - | 2003 WY23                | 18 novembre 2003 | Spacewatch               |
| 235369 - | 2003 WZ23                | 18 novembre 2003 | Spacewatch               |
| 235370 - | 2003 WX24                | 20 novembre 2003 | LINEAR                   |
| 235371 - | 2003 WS27                | 16 novembre 2003 | Spacewatch               |
| 235372 - | 2003 WP37                | 19 novembre 2003 | LINEAR                   |
| 235373 - | 2003 WU38                | 19 novembre 2003 | LINEAR                   |
| 235374 - | 2003 WE39                | 19 novembre 2003 | Spacewatch               |
| 235375 - | 2003 WJ42                | 21 novembre 2003 | LINEAR                   |
| 235376 - | 2003 WK44                | 19 novembre 2003 | NEAT                     |
| 235377 - | 2003 WL44                | 19 novembre 2003 | NEAT                     |
| 235378 - | 2003 WT48                | 19 novembre 2003 | CSS                      |
| 235379 - | 2003 WY57                | 18 novembre 2003 | Spacewatch               |
| 235380 - | 2003 WL62                | 19 novembre 2003 | Spacewatch               |
| 235381 - | 2003 WK66                | 19 novembre 2003 | LINEAR                   |
| 235382 - | 2003 WV77                | 20 novembre 2003 | LINEAR                   |
| 235383 - | 2003 WE80                | 20 novembre 2003 | LINEAR                   |
| 235384 - | 2003 WQ81                | 18 novembre 2003 | Spacewatch               |
| 235385 - | 2003 WB83                | 20 novembre 2003 | NEAT                     |
| 235386 - | 2003 WL83                | 20 novembre 2003 | LINEAR                   |
| 235387 - | 2003 WC96                | 19 novembre 2003 | LONEOS                   |
| 235388 - | 2003 WG96                | 19 novembre 2003 | LONEOS                   |
| 235389 - | 2003 WV96                | 19 novembre 2003 | LONEOS                   |
| 235390 - | 2003 WG99                | 20 novembre 2003 | LINEAR                   |
| 235391 - | 2003 WT101               | 21 novembre 2003 | LINEAR                   |
| 235392 - | 2003 WS125               | 20 novembre 2003 | LINEAR                   |
| 235393 - | 2003 WF130               | 21 novembre 2003 | LINEAR                   |
| 235394 - | 2003 WX134               | 21 novembre 2003 | LINEAR                   |
| 235395 - | 2003 WS151               | 26 novembre 2003 | Spacewatch               |
| 235396 - | 2003 WH155               | 26 novembre 2003 | Spacewatch               |
| 235397 - | 2003 WD161               | 30 novembre 2003 | Spacewatch               |
| 235398 - | 2003 WV162               | 30 novembre 2003 | Spacewatch               |
| 235399 - | 2003 WN163               | 30 novembre 2003 | Spacewatch               |
| 235400 - | 2003 WE169               | 19 novembre 2003 | NEAT                     |

## 235401-235500
| Nome                | Designazione provvisoria | Data di scoperta | Scopritore  |
| ------------------- | ------------------------ | ---------------- | ----------- |
| 235401 -            | 2003 WL169               | 19 novembre 2003 | LINEAR      |
| 235402 -            | 2003 WR173               | 18 novembre 2003 | Spacewatch  |
| 235403 Alysenregiec | 2003 WM185               | 21 novembre 2003 | Buie, M. W. |
| 235404 -            | 2003 XU1                 | 1º dicembre 2003 | LINEAR      |
| 235405 -            | 2003 XK2                 | 1º dicembre 2003 | LINEAR      |
| 235406 -            | 2003 XX14                | 15 dicembre 2003 | LINEAR      |
| 235407 -            | 2003 XX18                | 14 dicembre 2003 | Spacewatch  |
| 235408 -            | 2003 XF20                | 14 dicembre 2003 | Spacewatch  |
| 235409 -            | 2003 XS22                | 1º dicembre 2003 | Spacewatch  |
| 235410 -            | 2003 XR33                | 1º dicembre 2003 | Spacewatch  |
| 235411 -            | 2003 XJ34                | 1º dicembre 2003 | Spacewatch  |
| 235412 -            | 2003 XM38                | 4 dicembre 2003  | LINEAR      |
| 235413 -            | 2003 YY2                 | 19 dicembre 2003 | Clingan, R. |
| 235414 -            | 2003 YM11                | 17 dicembre 2003 | LINEAR      |
| 235415 -            | 2003 YL16                | 17 dicembre 2003 | LONEOS      |
| 235416 -            | 2003 YO19                | 17 dicembre 2003 | Spacewatch  |
| 235417 -            | 2003 YF24                | 17 dicembre 2003 | Spacewatch  |
| 235418 -            | 2003 YB31                | 18 dicembre 2003 | LINEAR      |
| 235419 -            | 2003 YJ31                | 18 dicembre 2003 | LINEAR      |
| 235420 -            | 2003 YA34                | 17 dicembre 2003 | LINEAR      |
| 235421 -            | 2003 YW37                | 18 dicembre 2003 | LINEAR      |
| 235422 -            | 2003 YQ41                | 19 dicembre 2003 | Spacewatch  |
| 235423 -            | 2003 YQ45                | 17 dicembre 2003 | LONEOS      |
| 235424 -            | 2003 YF51                | 18 dicembre 2003 | LINEAR      |
| 235425 -            | 2003 YA69                | 20 dicembre 2003 | LINEAR      |
| 235426 -            | 2003 YH70                | 21 dicembre 2003 | LINEAR      |
| 235427 -            | 2003 YP70                | 19 dicembre 2003 | LINEAR      |
| 235428 -            | 2003 YK71                | 18 dicembre 2003 | LINEAR      |
| 235429 -            | 2003 YM79                | 18 dicembre 2003 | LINEAR      |
| 235430 -            | 2003 YL81                | 18 dicembre 2003 | LINEAR      |
| 235431 -            | 2003 YW87                | 19 dicembre 2003 | LINEAR      |
| 235432 -            | 2003 YF92                | 21 dicembre 2003 | LINEAR      |
| 235433 -            | 2003 YW93                | 21 dicembre 2003 | Spacewatch  |
| 235434 -            | 2003 YM97                | 19 dicembre 2003 | LINEAR      |
| 235435 -            | 2003 YP106               | 22 dicembre 2003 | LINEAR      |
| 235436 -            | 2003 YS109               | 22 dicembre 2003 | Spacewatch  |
| 235437 -            | 2003 YZ111               | 23 dicembre 2003 | LINEAR      |
| 235438 -            | 2003 YG112               | 23 dicembre 2003 | LINEAR      |
| 235439 -            | 2003 YN115               | 27 dicembre 2003 | LINEAR      |
| 235440 -            | 2003 YK120               | 27 dicembre 2003 | LINEAR      |
| 235441 -            | 2003 YV123               | 28 dicembre 2003 | Spacewatch  |
| 235442 -            | 2003 YZ131               | 28 dicembre 2003 | LINEAR      |
| 235443 -            | 2003 YE132               | 28 dicembre 2003 | LINEAR      |
| 235444 -            | 2003 YF132               | 28 dicembre 2003 | LINEAR      |
| 235445 -            | 2003 YF134               | 28 dicembre 2003 | LINEAR      |
| 235446 -            | 2003 YT139               | 28 dicembre 2003 | Spacewatch  |
| 235447 -            | 2003 YB141               | 28 dicembre 2003 | LINEAR      |
| 235448 -            | 2003 YH141               | 28 dicembre 2003 | LINEAR      |
| 235449 -            | 2003 YZ145               | 28 dicembre 2003 | LINEAR      |
| 235450 -            | 2003 YB147               | 29 dicembre 2003 | LINEAR      |
| 235451 -            | 2003 YL148               | 29 dicembre 2003 | CSS         |
| 235452 -            | 2003 YZ148               | 29 dicembre 2003 | LINEAR      |
| 235453 -            | 2003 YN149               | 29 dicembre 2003 | CSS         |
| 235454 -            | 2003 YA150               | 29 dicembre 2003 | LINEAR      |
| 235455 -            | 2003 YS150               | 29 dicembre 2003 | CSS         |
| 235456 -            | 2003 YC151               | 29 dicembre 2003 | CSS         |
| 235457 -            | 2003 YP153               | 29 dicembre 2003 | LINEAR      |
| 235458 -            | 2003 YZ156               | 16 dicembre 2003 | Spacewatch  |
| 235459 -            | 2003 YP162               | 17 dicembre 2003 | LINEAR      |
| 235460 -            | 2003 YS162               | 17 dicembre 2003 | LINEAR      |
| 235461 -            | 2003 YG164               | 17 dicembre 2003 | Spacewatch  |
| 235462 -            | 2003 YN165               | 17 dicembre 2003 | Spacewatch  |
| 235463 -            | 2003 YQ165               | 17 dicembre 2003 | Spacewatch  |
| 235464 -            | 2003 YS165               | 17 dicembre 2003 | LONEOS      |
| 235465 -            | 2003 YL174               | 19 dicembre 2003 | Spacewatch  |
| 235466 -            | 2003 YB182               | 29 dicembre 2003 | Spacewatch  |
| 235467 -            | 2004 AA3                 | 5 gennaio 2004   | CSS         |
| 235468 -            | 2004 AB3                 | 11 gennaio 2004  | NEAT        |
| 235469 -            | 2004 AH14                | 13 gennaio 2004  | NEAT        |
| 235470 -            | 2004 AF22                | 15 gennaio 2004  | Spacewatch  |
| 235471 -            | 2004 BZ15                | 18 gennaio 2004  | NEAT        |
| 235472 -            | 2004 BX17                | 18 gennaio 2004  | CSS         |
| 235473 -            | 2004 BY17                | 18 gennaio 2004  | CSS         |
| 235474 -            | 2004 BH18                | 18 gennaio 2004  | NEAT        |
| 235475 -            | 2004 BK25                | 19 gennaio 2004  | CSS         |
| 235476 -            | 2004 BG32                | 19 gennaio 2004  | Spacewatch  |
| 235477 -            | 2004 BZ35                | 19 gennaio 2004  | Spacewatch  |
| 235478 -            | 2004 BM36                | 19 gennaio 2004  | Spacewatch  |
| 235479 -            | 2004 BF38                | 19 gennaio 2004  | CSS         |
| 235480 -            | 2004 BL42                | 21 gennaio 2004  | LINEAR      |
| 235481 -            | 2004 BM45                | 21 gennaio 2004  | LINEAR      |
| 235482 -            | 2004 BS46                | 21 gennaio 2004  | LINEAR      |
| 235483 -            | 2004 BQ51                | 21 gennaio 2004  | LINEAR      |
| 235484 -            | 2004 BE53                | 22 gennaio 2004  | LINEAR      |
| 235485 -            | 2004 BD56                | 23 gennaio 2004  | LONEOS      |
| 235486 -            | 2004 BT64                | 22 gennaio 2004  | LINEAR      |
| 235487 -            | 2004 BC67                | 24 gennaio 2004  | LINEAR      |
| 235488 -            | 2004 BJ67                | 24 gennaio 2004  | LINEAR      |
| 235489 -            | 2004 BJ73                | 24 gennaio 2004  | LINEAR      |
| 235490 -            | 2004 BV73                | 24 gennaio 2004  | LINEAR      |
| 235491 -            | 2004 BX86                | 22 gennaio 2004  | LINEAR      |
| 235492 -            | 2004 BK89                | 23 gennaio 2004  | LINEAR      |
| 235493 -            | 2004 BP91                | 24 gennaio 2004  | LINEAR      |
| 235494 -            | 2004 BZ91                | 26 gennaio 2004  | LONEOS      |
| 235495 -            | 2004 BE92                | 26 gennaio 2004  | LONEOS      |
| 235496 -            | 2004 BN93                | 28 gennaio 2004  | LINEAR      |
| 235497 -            | 2004 BP94                | 28 gennaio 2004  | LINEAR      |
| 235498 -            | 2004 BH97                | 24 gennaio 2004  | LINEAR      |
| 235499 -            | 2004 BQ101               | 28 gennaio 2004  | LINEAR      |
| 235500 -            | 2004 BU101               | 29 gennaio 2004  | LINEAR      |

## 235501-235600
| Nome     | Designazione provvisoria | Data di scoperta | Scopritore           |
| -------- | ------------------------ | ---------------- | -------------------- |
| 235501 - | 2004 BK103               | 31 gennaio 2004  | LINEAR               |
| 235502 - | 2004 BV105               | 26 gennaio 2004  | LONEOS               |
| 235503 - | 2004 BL106               | 26 gennaio 2004  | LONEOS               |
| 235504 - | 2004 BH114               | 29 gennaio 2004  | CSS                  |
| 235505 - | 2004 BY115               | 26 gennaio 2004  | LONEOS               |
| 235506 - | 2004 BC119               | 30 gennaio 2004  | LINEAR               |
| 235507 - | 2004 BO120               | 31 gennaio 2004  | LINEAR               |
| 235508 - | 2004 BG132               | 17 gennaio 2004  | NEAT                 |
| 235509 - | 2004 BH138               | 19 gennaio 2004  | Spacewatch           |
| 235510 - | 2004 BD146               | 22 gennaio 2004  | LINEAR               |
| 235511 - | 2004 BP147               | 16 gennaio 2004  | Spacewatch           |
| 235512 - | 2004 BM148               | 16 gennaio 2004  | Spacewatch           |
| 235513 - | 2004 BM152               | 20 gennaio 2004  | LINEAR               |
| 235514 - | 2004 BX152               | 27 gennaio 2004  | Spacewatch           |
| 235515 - | 2004 BL154               | 28 gennaio 2004  | Spacewatch           |
| 235516 - | 2004 BC158               | 28 gennaio 2004  | LINEAR               |
| 235517 - | 2004 BU161               | 19 gennaio 2004  | Spacewatch           |
| 235518 - | 2004 CE2                 | 12 febbraio 2004 | Yeung, W. K. Y.      |
| 235519 - | 2004 CA3                 | 9 febbraio 2004  | NEAT                 |
| 235520 - | 2004 CC3                 | 9 febbraio 2004  | NEAT                 |
| 235521 - | 2004 CR4                 | 10 febbraio 2004 | NEAT                 |
| 235522 - | 2004 CJ6                 | 10 febbraio 2004 | NEAT                 |
| 235523 - | 2004 CG20                | 11 febbraio 2004 | Spacewatch           |
| 235524 - | 2004 CR21                | 11 febbraio 2004 | LONEOS               |
| 235525 - | 2004 CJ32                | 12 febbraio 2004 | Spacewatch           |
| 235526 - | 2004 CJ51                | 13 febbraio 2004 | Yeung, W. K. Y.      |
| 235527 - | 2004 CJ60                | 11 febbraio 2004 | NEAT                 |
| 235528 - | 2004 CJ62                | 11 febbraio 2004 | NEAT                 |
| 235529 - | 2004 CA63                | 12 febbraio 2004 | NEAT                 |
| 235530 - | 2004 CP63                | 12 febbraio 2004 | NEAT                 |
| 235531 - | 2004 CS67                | 10 febbraio 2004 | NEAT                 |
| 235532 - | 2004 CD68                | 10 febbraio 2004 | NEAT                 |
| 235533 - | 2004 CJ70                | 12 febbraio 2004 | Spacewatch           |
| 235534 - | 2004 CS70                | 12 febbraio 2004 | Spacewatch           |
| 235535 - | 2004 CU70                | 12 febbraio 2004 | Spacewatch           |
| 235536 - | 2004 CT82                | 12 febbraio 2004 | Spacewatch           |
| 235537 - | 2004 CW94                | 12 febbraio 2004 | NEAT                 |
| 235538 - | 2004 CY101               | 12 febbraio 2004 | NEAT                 |
| 235539 - | 2004 CX105               | 14 febbraio 2004 | NEAT                 |
| 235540 - | 2004 CE108               | 14 febbraio 2004 | NEAT                 |
| 235541 - | 2004 CS112               | 13 febbraio 2004 | LONEOS               |
| 235542 - | 2004 DL4                 | 16 febbraio 2004 | Spacewatch           |
| 235543 - | 2004 DG15                | 17 febbraio 2004 | LINEAR               |
| 235544 - | 2004 DH15                | 17 febbraio 2004 | LINEAR               |
| 235545 - | 2004 DR19                | 17 febbraio 2004 | LINEAR               |
| 235546 - | 2004 DR26                | 16 febbraio 2004 | LINEAR               |
| 235547 - | 2004 DA27                | 16 febbraio 2004 | Spacewatch           |
| 235548 - | 2004 DY28                | 17 febbraio 2004 | Spacewatch           |
| 235549 - | 2004 DV65                | 23 febbraio 2004 | LINEAR               |
| 235550 - | 2004 EW11                | 11 marzo 2004    | NEAT                 |
| 235551 - | 2004 EW18                | 14 marzo 2004    | LINEAR               |
| 235552 - | 2004 EC50                | 12 marzo 2004    | NEAT                 |
| 235553 - | 2004 ED63                | 13 marzo 2004    | NEAT                 |
| 235554 - | 2004 EO85                | 15 marzo 2004    | LINEAR               |
| 235555 - | 2004 EA114               | 15 marzo 2004    | Spacewatch           |
| 235556 - | 2004 FV21                | 16 marzo 2004    | Spacewatch           |
| 235557 - | 2004 FW26                | 17 marzo 2004    | Spacewatch           |
| 235558 - | 2004 FD51                | 18 marzo 2004    | Spacewatch           |
| 235559 - | 2004 FL92                | 18 marzo 2004    | LINEAR               |
| 235560 - | 2004 FU98                | 19 marzo 2004    | LINEAR               |
| 235561 - | 2004 FU158               | 18 marzo 2004    | Spacewatch           |
| 235562 - | 2004 GW1                 | 11 aprile 2004   | CSS                  |
| 235563 - | 2004 GE12                | 13 aprile 2004   | Siding Spring Survey |
| 235564 - | 2004 GS17                | 12 aprile 2004   | Spacewatch           |
| 235565 - | 2004 GU39                | 15 aprile 2004   | Siding Spring Survey |
| 235566 - | 2004 GP73                | 14 aprile 2004   | Bickel, W.           |
| 235567 - | 2004 HK15                | 16 aprile 2004   | Spacewatch           |
| 235568 - | 2004 HN33                | 16 aprile 2004   | LINEAR               |
| 235569 - | 2004 HC53                | 25 aprile 2004   | CSS                  |
| 235570 - | 2004 HW55                | 24 aprile 2004   | LINEAR               |
| 235571 - | 2004 JC35                | 15 maggio 2004   | LINEAR               |
| 235572 - | 2004 JN45                | 11 maggio 2004   | LONEOS               |
| 235573 - | 2004 KB8                 | 21 maggio 2004   | LINEAR               |
| 235574 - | 2004 KO8                 | 18 maggio 2004   | LINEAR               |
| 235575 - | 2004 KP10                | 22 maggio 2004   | LINEAR               |
| 235576 - | 2004 LN18                | 12 giugno 2004   | NEAT                 |
| 235577 - | 2004 LO28                | 14 giugno 2004   | Spacewatch           |
| 235578 - | 2004 MP2                 | 18 giugno 2004   | LINEAR               |
| 235579 - | 2004 MR2                 | 18 giugno 2004   | CSS                  |
| 235580 - | 2004 NX27                | 11 luglio 2004   | LINEAR               |
| 235581 - | 2004 NB33                | 10 luglio 2004   | NEAT                 |
| 235582 - | 2004 NP33                | 10 luglio 2004   | CSS                  |
| 235583 - | 2004 OG7                 | 16 luglio 2004   | LINEAR               |
| 235584 - | 2004 OY12                | 16 luglio 2004   | LINEAR               |
| 235585 - | 2004 PY1                 | 6 agosto 2004    | Broughton, J.        |
| 235586 - | 2004 PG3                 | 3 agosto 2004    | Siding Spring Survey |
| 235587 - | 2004 PD8                 | 6 agosto 2004    | NEAT                 |
| 235588 - | 2004 PF8                 | 6 agosto 2004    | NEAT                 |
| 235589 - | 2004 PC13                | 7 agosto 2004    | NEAT                 |
| 235590 - | 2004 PS16                | 7 agosto 2004    | Siding Spring Survey |
| 235591 - | 2004 PR25                | 8 agosto 2004    | LINEAR               |
| 235592 - | 2004 PQ28                | 6 agosto 2004    | NEAT                 |
| 235593 - | 2004 PZ28                | 6 agosto 2004    | NEAT                 |
| 235594 - | 2004 PX40                | 9 agosto 2004    | LINEAR               |
| 235595 - | 2004 PZ44                | 7 agosto 2004    | NEAT                 |
| 235596 - | 2004 PP46                | 7 agosto 2004    | CINEOS               |
| 235597 - | 2004 PJ49                | 8 agosto 2004    | NEAT                 |
| 235598 - | 2004 PB50                | 8 agosto 2004    | LINEAR               |
| 235599 - | 2004 PB52                | 8 agosto 2004    | LINEAR               |
| 235600 - | 2004 PV55                | 8 agosto 2004    | LONEOS               |

## 235601-235700
| Nome                    | Designazione provvisoria | Data di scoperta  | Scopritore           |
| ----------------------- | ------------------------ | ----------------- | -------------------- |
| 235601 -                | 2004 PW56                | 9 agosto 2004     | LINEAR               |
| 235602 -                | 2004 PM59                | 9 agosto 2004     | LONEOS               |
| 235603 -                | 2004 PP60                | 9 agosto 2004     | LINEAR               |
| 235604 -                | 2004 PQ61                | 9 agosto 2004     | LINEAR               |
| 235605 -                | 2004 PN64                | 10 agosto 2004    | LINEAR               |
| 235606 -                | 2004 PA70                | 7 agosto 2004     | NEAT                 |
| 235607 -                | 2004 PA73                | 8 agosto 2004     | LINEAR               |
| 235608 -                | 2004 PC79                | 9 agosto 2004     | LINEAR               |
| 235609 -                | 2004 PQ81                | 10 agosto 2004    | LINEAR               |
| 235610 -                | 2004 PH92                | 12 agosto 2004    | NEAT                 |
| 235611 -                | 2004 PU99                | 11 agosto 2004    | LINEAR               |
| 235612 -                | 2004 PC101               | 11 agosto 2004    | LINEAR               |
| 235613 -                | 2004 PO102               | 12 agosto 2004    | LINEAR               |
| 235614 -                | 2004 PX103               | 12 agosto 2004    | LINEAR               |
| 235615 Rosromkondratyuk | 2004 PS104               | 13 agosto 2004    | Andrushivka          |
| 235616 -                | 2004 PV105               | 15 agosto 2004    | Siding Spring Survey |
| 235617 -                | 2004 PB106               | 15 agosto 2004    | Siding Spring Survey |
| 235618 -                | 2004 QU7                 | 22 agosto 2004    | Bickel, W.           |
| 235619 -                | 2004 QF27                | 19 agosto 2004    | Siding Spring Survey |
| 235620 -                | 2004 RQ2                 | 5 settembre 2004  | Bickel, W.           |
| 235621 Kratochvíle      | 2004 RK3                 | 5 settembre 2004  | KLENOT               |
| 235622 -                | 2004 RU12                | 3 settembre 2004  | LONEOS               |
| 235623 -                | 2004 RV12                | 4 settembre 2004  | Needville            |
| 235624 -                | 2004 RS13                | 6 settembre 2004  | Needville            |
| 235625 -                | 2004 RH17                | 7 settembre 2004  | Spacewatch           |
| 235626 -                | 2004 RO17                | 7 settembre 2004  | LINEAR               |
| 235627 -                | 2004 RN20                | 7 settembre 2004  | Spacewatch           |
| 235628 -                | 2004 RJ32                | 7 settembre 2004  | LINEAR               |
| 235629 -                | 2004 RH33                | 7 settembre 2004  | LINEAR               |
| 235630 -                | 2004 RX38                | 7 settembre 2004  | LINEAR               |
| 235631 -                | 2004 RK40                | 7 settembre 2004  | Spacewatch           |
| 235632 -                | 2004 RV49                | 8 settembre 2004  | LINEAR               |
| 235633 -                | 2004 RF52                | 8 settembre 2004  | LINEAR               |
| 235634 -                | 2004 RG52                | 8 settembre 2004  | LINEAR               |
| 235635 -                | 2004 RN65                | 8 settembre 2004  | LINEAR               |
| 235636 -                | 2004 RB68                | 8 settembre 2004  | LINEAR               |
| 235637 -                | 2004 RP70                | 8 settembre 2004  | LINEAR               |
| 235638 -                | 2004 RJ74                | 8 settembre 2004  | LINEAR               |
| 235639 -                | 2004 RR75                | 8 settembre 2004  | LINEAR               |
| 235640 -                | 2004 RS81                | 8 settembre 2004  | LINEAR               |
| 235641 -                | 2004 RL90                | 8 settembre 2004  | LINEAR               |
| 235642 -                | 2004 RM91                | 8 settembre 2004  | LINEAR               |
| 235643 -                | 2004 RP98                | 8 settembre 2004  | LINEAR               |
| 235644 -                | 2004 RO99                | 8 settembre 2004  | LINEAR               |
| 235645 -                | 2004 RE106               | 8 settembre 2004  | NEAT                 |
| 235646 -                | 2004 RD112               | 6 settembre 2004  | NEAT                 |
| 235647 -                | 2004 RH118               | 7 settembre 2004  | Spacewatch           |
| 235648 -                | 2004 RA147               | 9 settembre 2004  | LINEAR               |
| 235649 -                | 2004 RK148               | 9 settembre 2004  | LINEAR               |
| 235650 -                | 2004 RP148               | 9 settembre 2004  | LINEAR               |
| 235651 -                | 2004 RB149               | 9 settembre 2004  | LINEAR               |
| 235652 -                | 2004 RW150               | 9 settembre 2004  | LINEAR               |
| 235653 -                | 2004 RC155               | 10 settembre 2004 | LINEAR               |
| 235654 -                | 2004 RO157               | 10 settembre 2004 | LINEAR               |
| 235655 -                | 2004 RR169               | 8 settembre 2004  | LINEAR               |
| 235656 -                | 2004 RB171               | 9 settembre 2004  | LINEAR               |
| 235657 -                | 2004 RJ172               | 9 settembre 2004  | LINEAR               |
| 235658 -                | 2004 RC180               | 10 settembre 2004 | LINEAR               |
| 235659 -                | 2004 RE181               | 10 settembre 2004 | LINEAR               |
| 235660 -                | 2004 RH191               | 10 settembre 2004 | LINEAR               |
| 235661 -                | 2004 RB221               | 11 settembre 2004 | LINEAR               |
| 235662 -                | 2004 RZ227               | 9 settembre 2004  | Spacewatch           |
| 235663 -                | 2004 RG228               | 9 settembre 2004  | Spacewatch           |
| 235664 -                | 2004 RY229               | 9 settembre 2004  | Spacewatch           |
| 235665 -                | 2004 RJ230               | 9 settembre 2004  | Spacewatch           |
| 235666 -                | 2004 RW231               | 9 settembre 2004  | Spacewatch           |
| 235667 -                | 2004 RH239               | 10 settembre 2004 | Spacewatch           |
| 235668 -                | 2004 RB244               | 10 settembre 2004 | Spacewatch           |
| 235669 -                | 2004 RT245               | 10 settembre 2004 | Spacewatch           |
| 235670 -                | 2004 RP250               | 13 settembre 2004 | NEAT                 |
| 235671 -                | 2004 RU253               | 6 settembre 2004  | NEAT                 |
| 235672 -                | 2004 RR259               | 10 settembre 2004 | Spacewatch           |
| 235673 -                | 2004 RO264               | 10 settembre 2004 | Spacewatch           |
| 235674 -                | 2004 RR279               | 15 settembre 2004 | Spacewatch           |
| 235675 -                | 2004 RA282               | 15 settembre 2004 | Spacewatch           |
| 235676 -                | 2004 RZ287               | 15 settembre 2004 | Yeung, W. K. Y.      |
| 235677 -                | 2004 RN305               | 12 settembre 2004 | LINEAR               |
| 235678 -                | 2004 RY312               | 15 settembre 2004 | Spacewatch           |
| 235679 -                | 2004 RL313               | 15 settembre 2004 | Spacewatch           |
| 235680 -                | 2004 RD316               | 8 settembre 2004  | Bickel, W.           |
| 235681 -                | 2004 RF333               | 15 settembre 2004 | LONEOS               |
| 235682 -                | 2004 RM333               | 15 settembre 2004 | LONEOS               |
| 235683 -                | 2004 RT336               | 15 settembre 2004 | Spacewatch           |
| 235684 -                | 2004 RO337               | 15 settembre 2004 | Spacewatch           |
| 235685 -                | 2004 SR12                | 17 settembre 2004 | LINEAR               |
| 235686 -                | 2004 SG13                | 17 settembre 2004 | LONEOS               |
| 235687 -                | 2004 SU15                | 17 settembre 2004 | LONEOS               |
| 235688 -                | 2004 SM17                | 17 settembre 2004 | LONEOS               |
| 235689 -                | 2004 SL20                | 17 settembre 2004 | Yeung, W. K. Y.      |
| 235690 -                | 2004 SR22                | 17 settembre 2004 | LONEOS               |
| 235691 -                | 2004 SE24                | 17 settembre 2004 | Spacewatch           |
| 235692 -                | 2004 SP25                | 20 settembre 2004 | Tucker, R. A.        |
| 235693 -                | 2004 SL31                | 17 settembre 2004 | LINEAR               |
| 235694 -                | 2004 SB32                | 17 settembre 2004 | LINEAR               |
| 235695 -                | 2004 SR32                | 17 settembre 2004 | LINEAR               |
| 235696 -                | 2004 SO39                | 17 settembre 2004 | LINEAR               |
| 235697 -                | 2004 SP51                | 17 settembre 2004 | LINEAR               |
| 235698 -                | 2004 TY4                 | 4 ottobre 2004    | Spacewatch           |
| 235699 -                | 2004 TP5                 | 5 ottobre 2004    | Spacewatch           |
| 235700 -                | 2004 TR13                | 10 ottobre 2004   | NEAT                 |

## 235701-235800
| Nome                  | Designazione provvisoria | Data di scoperta | Scopritore           |
| --------------------- | ------------------------ | ---------------- | -------------------- |
| 235701 -              | 2004 TO32                | 4 ottobre 2004   | Spacewatch           |
| 235702 -              | 2004 TB44                | 4 ottobre 2004   | Spacewatch           |
| 235703 -              | 2004 TC45                | 4 ottobre 2004   | Spacewatch           |
| 235704 -              | 2004 TN48                | 4 ottobre 2004   | Spacewatch           |
| 235705 -              | 2004 TT49                | 4 ottobre 2004   | Spacewatch           |
| 235706 -              | 2004 TW50                | 4 ottobre 2004   | Spacewatch           |
| 235707 -              | 2004 TE55                | 4 ottobre 2004   | Spacewatch           |
| 235708 -              | 2004 TD56                | 4 ottobre 2004   | Spacewatch           |
| 235709 -              | 2004 TV59                | 5 ottobre 2004   | Spacewatch           |
| 235710 -              | 2004 TQ66                | 5 ottobre 2004   | LONEOS               |
| 235711 -              | 2004 TL69                | 5 ottobre 2004   | LONEOS               |
| 235712 -              | 2004 TH96                | 5 ottobre 2004   | Spacewatch           |
| 235713 -              | 2004 TZ102               | 6 ottobre 2004   | NEAT                 |
| 235714 -              | 2004 TD112               | 7 ottobre 2004   | NEAT                 |
| 235715 -              | 2004 TG122               | 7 ottobre 2004   | LONEOS               |
| 235716 -              | 2004 TK124               | 7 ottobre 2004   | LINEAR               |
| 235717 -              | 2004 TQ127               | 7 ottobre 2004   | LINEAR               |
| 235718 -              | 2004 TH129               | 7 ottobre 2004   | LINEAR               |
| 235719 -              | 2004 TJ142               | 4 ottobre 2004   | Spacewatch           |
| 235720 -              | 2004 TS160               | 6 ottobre 2004   | Spacewatch           |
| 235721 -              | 2004 TH161               | 6 ottobre 2004   | Spacewatch           |
| 235722 -              | 2004 TJ164               | 6 ottobre 2004   | Spacewatch           |
| 235723 -              | 2004 TT168               | 7 ottobre 2004   | LINEAR               |
| 235724 -              | 2004 TR169               | 7 ottobre 2004   | LINEAR               |
| 235725 -              | 2004 TF170               | 7 ottobre 2004   | LINEAR               |
| 235726 -              | 2004 TX171               | 8 ottobre 2004   | LINEAR               |
| 235727 -              | 2004 TL175               | 9 ottobre 2004   | LINEAR               |
| 235728 -              | 2004 TB188               | 7 ottobre 2004   | Spacewatch           |
| 235729 -              | 2004 TQ205               | 7 ottobre 2004   | Spacewatch           |
| 235730 -              | 2004 TY206               | 7 ottobre 2004   | Spacewatch           |
| 235731 -              | 2004 TK220               | 6 ottobre 2004   | LINEAR               |
| 235732 -              | 2004 TC229               | 8 ottobre 2004   | Spacewatch           |
| 235733 -              | 2004 TR237               | 9 ottobre 2004   | LINEAR               |
| 235734 -              | 2004 TJ244               | 7 ottobre 2004   | Spacewatch           |
| 235735 -              | 2004 TU244               | 7 ottobre 2004   | Spacewatch           |
| 235736 -              | 2004 TP250               | 8 ottobre 2004   | NEAT                 |
| 235737 -              | 2004 TH264               | 9 ottobre 2004   | Spacewatch           |
| 235738 -              | 2004 TC265               | 9 ottobre 2004   | Spacewatch           |
| 235739 -              | 2004 TF277               | 9 ottobre 2004   | Spacewatch           |
| 235740 -              | 2004 TO283               | 8 ottobre 2004   | Spacewatch           |
| 235741 -              | 2004 TH286               | 8 ottobre 2004   | Spacewatch           |
| 235742 -              | 2004 TH297               | 11 ottobre 2004  | NEAT                 |
| 235743 -              | 2004 TU303               | 10 ottobre 2004  | Spacewatch           |
| 235744 -              | 2004 TW306               | 10 ottobre 2004  | LINEAR               |
| 235745 -              | 2004 TS308               | 10 ottobre 2004  | Spacewatch           |
| 235746 -              | 2004 TC312               | 11 ottobre 2004  | Spacewatch           |
| 235747 -              | 2004 TY332               | 9 ottobre 2004   | Spacewatch           |
| 235748 -              | 2004 TQ340               | 13 ottobre 2004  | LONEOS               |
| 235749 -              | 2004 TT348               | 7 ottobre 2004   | Spacewatch           |
| 235750 Leahroberson - | 2004 TU353               | 11 ottobre 2004  | Buie, M. W.          |
| 235751 -              | 2004 TM366               | 15 ottobre 2004  | Spacewatch           |
| 235752 -              | 2004 TN366               | 4 ottobre 2004   | Spacewatch           |
| 235753 -              | 2004 UZ2                 | 18 ottobre 2004  | LINEAR               |
| 235754 -              | 2004 UP3                 | 19 ottobre 2004  | LINEAR               |
| 235755 -              | 2004 US8                 | 21 ottobre 2004  | LINEAR               |
| 235756 -              | 2004 VC                  | 1º novembre 2004 | Siding Spring Survey |
| 235757 -              | 2004 VN2                 | 3 novembre 2004  | Spacewatch           |
| 235758 -              | 2004 VX3                 | 3 novembre 2004  | Spacewatch           |
| 235759 -              | 2004 VY3                 | 3 novembre 2004  | Spacewatch           |
| 235760 -              | 2004 VE5                 | 3 novembre 2004  | LONEOS               |
| 235761 -              | 2004 VL7                 | 3 novembre 2004  | Spacewatch           |
| 235762 -              | 2004 VP7                 | 3 novembre 2004  | Spacewatch           |
| 235763 -              | 2004 VS8                 | 3 novembre 2004  | LONEOS               |
| 235764 -              | 2004 VN11                | 3 novembre 2004  | NEAT                 |
| 235765 -              | 2004 VW11                | 3 novembre 2004  | CSS                  |
| 235766 -              | 2004 VV15                | 1º novembre 2004 | NEAT                 |
| 235767 -              | 2004 VK17                | 3 novembre 2004  | Spacewatch           |
| 235768 -              | 2004 VV20                | 4 novembre 2004  | CSS                  |
| 235769 -              | 2004 VJ21                | 4 novembre 2004  | CSS                  |
| 235770 -              | 2004 VX22                | 4 novembre 2004  | CSS                  |
| 235771 -              | 2004 VC23                | 5 novembre 2004  | CINEOS               |
| 235772 -              | 2004 VZ23                | 4 novembre 2004  | LONEOS               |
| 235773 -              | 2004 VD24                | 5 novembre 2004  | LONEOS               |
| 235774 -              | 2004 VS29                | 3 novembre 2004  | Spacewatch           |
| 235775 -              | 2004 VZ31                | 3 novembre 2004  | Spacewatch           |
| 235776 -              | 2004 VR42                | 4 novembre 2004  | Spacewatch           |
| 235777 -              | 2004 VU47                | 4 novembre 2004  | Spacewatch           |
| 235778 -              | 2004 VA74                | 12 novembre 2004 | CSS                  |
| 235779 -              | 2004 VO75                | 4 novembre 2004  | LINEAR               |
| 235780 -              | 2004 VJ86                | 10 novembre 2004 | Spacewatch           |
| 235781 -              | 2004 VT88                | 11 novembre 2004 | Spacewatch           |
| 235782 -              | 2004 WH5                 | 19 novembre 2004 | LINEAR               |
| 235783 -              | 2004 WT7                 | 19 novembre 2004 | CSS                  |
| 235784 -              | 2004 WU9                 | 30 novembre 2004 | NEAT                 |
| 235785 -              | 2004 WV10                | 19 novembre 2004 | Spacewatch           |
| 235786 -              | 2004 XB2                 | 1º dicembre 2004 | CSS                  |
| 235787 -              | 2004 XZ2                 | 2 dicembre 2004  | CSS                  |
| 235788 -              | 2004 XP6                 | 2 dicembre 2004  | Spacewatch           |
| 235789 -              | 2004 XY9                 | 2 dicembre 2004  | CSS                  |
| 235790 -              | 2004 XS11                | 7 dicembre 2004  | LINEAR               |
| 235791 -              | 2004 XP12                | 8 dicembre 2004  | LINEAR               |
| 235792 -              | 2004 XS12                | 8 dicembre 2004  | LINEAR               |
| 235793 -              | 2004 XZ13                | 9 dicembre 2004  | CSS                  |
| 235794 -              | 2004 XD14                | 9 dicembre 2004  | Spacewatch           |
| 235795 -              | 2004 XP18                | 8 dicembre 2004  | LINEAR               |
| 235796 -              | 2004 XH19                | 8 dicembre 2004  | LINEAR               |
| 235797 -              | 2004 XS22                | 8 dicembre 2004  | LINEAR               |
| 235798 -              | 2004 XJ23                | 8 dicembre 2004  | LINEAR               |
| 235799 -              | 2004 XN23                | 8 dicembre 2004  | LINEAR               |
| 235800 -              | 2004 XX24                | 9 dicembre 2004  | Spacewatch           |

## 235801-235900
| Nome              | Designazione provvisoria | Data di scoperta | Scopritore               |
| ----------------- | ------------------------ | ---------------- | ------------------------ |
| 235801 -          | 2004 XT25                | 9 dicembre 2004  | CSS                      |
| 235802 -          | 2004 XY33                | 11 dicembre 2004 | CINEOS                   |
| 235803 -          | 2004 XE39                | 7 dicembre 2004  | LINEAR                   |
| 235804 -          | 2004 XE43                | 10 dicembre 2004 | LINEAR                   |
| 235805 -          | 2004 XH43                | 10 dicembre 2004 | LINEAR                   |
| 235806 -          | 2004 XP44                | 2 dicembre 2004  | CSS                      |
| 235807 -          | 2004 XH46                | 9 dicembre 2004  | Spacewatch               |
| 235808 -          | 2004 XY55                | 10 dicembre 2004 | Spacewatch               |
| 235809 -          | 2004 XJ58                | 10 dicembre 2004 | Spacewatch               |
| 235810 -          | 2004 XK58                | 10 dicembre 2004 | Spacewatch               |
| 235811 -          | 2004 XT58                | 10 dicembre 2004 | Spacewatch               |
| 235812 -          | 2004 XW60                | 12 dicembre 2004 | Spacewatch               |
| 235813 -          | 2004 XA66                | 2 dicembre 2004  | Spacewatch               |
| 235814 -          | 2004 XZ75                | 10 dicembre 2004 | Spacewatch               |
| 235815 -          | 2004 XS82                | 11 dicembre 2004 | Spacewatch               |
| 235816 -          | 2004 XB85                | 12 dicembre 2004 | Spacewatch               |
| 235817 -          | 2004 XN86                | 13 dicembre 2004 | Spacewatch               |
| 235818 -          | 2004 XB89                | 10 dicembre 2004 | CINEOS                   |
| 235819 -          | 2004 XA92                | 11 dicembre 2004 | Spacewatch               |
| 235820 -          | 2004 XP92                | 11 dicembre 2004 | LINEAR                   |
| 235821 -          | 2004 XD97                | 11 dicembre 2004 | Spacewatch               |
| 235822 -          | 2004 XJ102               | 11 dicembre 2004 | CSS                      |
| 235823 -          | 2004 XH111               | 14 dicembre 2004 | CSS                      |
| 235824 -          | 2004 XL124               | 10 dicembre 2004 | LINEAR                   |
| 235825 -          | 2004 XK127               | 14 dicembre 2004 | LINEAR                   |
| 235826 -          | 2004 XU130               | 14 dicembre 2004 | CSS                      |
| 235827 -          | 2004 XL137               | 15 dicembre 2004 | LINEAR                   |
| 235828 -          | 2004 XZ141               | 14 dicembre 2004 | Spacewatch               |
| 235829 -          | 2004 XE144               | 12 dicembre 2004 | LINEAR                   |
| 235830 -          | 2004 XB152               | 15 dicembre 2004 | Spacewatch               |
| 235831 -          | 2004 XR160               | 14 dicembre 2004 | Spacewatch               |
| 235832 -          | 2004 XQ163               | 15 dicembre 2004 | Spacewatch               |
| 235833 -          | 2004 XS164               | 1º dicembre 2004 | LINEAR                   |
| 235834 -          | 2004 XX164               | 1º dicembre 2004 | NEAT                     |
| 235835 -          | 2004 XH184               | 10 dicembre 2004 | Spacewatch               |
| 235836 -          | 2004 XP191               | 11 dicembre 2004 | Spacewatch               |
| 235837 Iota       | 2004 YP1                 | 19 dicembre 2004 | Needville                |
| 235838 -          | 2004 YF2                 | 16 dicembre 2004 | Spacewatch               |
| 235839 -          | 2004 YH11                | 18 dicembre 2004 | Mt. Lemmon Survey        |
| 235840 -          | 2004 YP11                | 18 dicembre 2004 | Mt. Lemmon Survey        |
| 235841 -          | 2004 YC12                | 18 dicembre 2004 | Mt. Lemmon Survey        |
| 235842 -          | 2004 YU23                | 18 dicembre 2004 | Mt. Lemmon Survey        |
| 235843 -          | 2004 YD36                | 19 dicembre 2004 | Mt. Lemmon Survey        |
| 235844 -          | 2004 YH36                | 20 dicembre 2004 | Mt. Lemmon Survey        |
| 235845 -          | 2005 AL1                 | 1º gennaio 2005  | CSS                      |
| 235846 -          | 2005 AY6                 | 6 gennaio 2005   | CSS                      |
| 235847 -          | 2005 AX7                 | 6 gennaio 2005   | CSS                      |
| 235848 -          | 2005 AC8                 | 6 gennaio 2005   | CSS                      |
| 235849 -          | 2005 AE15                | 7 gennaio 2005   | LINEAR                   |
| 235850 -          | 2005 AN16                | 6 gennaio 2005   | LINEAR                   |
| 235851 -          | 2005 AF25                | 8 gennaio 2005   | CINEOS                   |
| 235852 Theogeuens | 2005 AX27                | 14 gennaio 2005  | Elst, E. W., Pauwels, T. |
| 235853 -          | 2005 AJ28                | 13 gennaio 2005  | CSS                      |
| 235854 -          | 2005 AQ29                | 8 gennaio 2005   | LINEAR                   |
| 235855 -          | 2005 AO30                | 9 gennaio 2005   | CSS                      |
| 235856 -          | 2005 AV33                | 13 gennaio 2005  | Spacewatch               |
| 235857 -          | 2005 AP35                | 13 gennaio 2005  | LINEAR                   |
| 235858 -          | 2005 AW37                | 13 gennaio 2005  | Spacewatch               |
| 235859 -          | 2005 AE39                | 13 gennaio 2005  | Spacewatch               |
| 235860 -          | 2005 AD42                | 15 gennaio 2005  | CSS                      |
| 235861 -          | 2005 AV42                | 15 gennaio 2005  | LINEAR                   |
| 235862 -          | 2005 AU44                | 15 gennaio 2005  | Spacewatch               |
| 235863 -          | 2005 AY53                | 13 gennaio 2005  | Spacewatch               |
| 235864 -          | 2005 AR57                | 15 gennaio 2005  | CSS                      |
| 235865 -          | 2005 AM58                | 15 gennaio 2005  | LINEAR                   |
| 235866 -          | 2005 AC61                | 15 gennaio 2005  | Spacewatch               |
| 235867 -          | 2005 AS77                | 15 gennaio 2005  | Spacewatch               |
| 235868 -          | 2005 AP80                | 15 gennaio 2005  | Spacewatch               |
| 235869 -          | 2005 AH82                | 13 gennaio 2005  | Spacewatch               |
| 235870 -          | 2005 BY6                 | 16 gennaio 2005  | LINEAR                   |
| 235871 -          | 2005 BA10                | 16 gennaio 2005  | LINEAR                   |
| 235872 -          | 2005 BZ10                | 16 gennaio 2005  | Spacewatch               |
| 235873 -          | 2005 BA13                | 17 gennaio 2005  | LINEAR                   |
| 235874 -          | 2005 BZ14                | 16 gennaio 2005  | Spacewatch               |
| 235875 -          | 2005 BK16                | 16 gennaio 2005  | LINEAR                   |
| 235876 -          | 2005 BQ25                | 18 gennaio 2005  | CSS                      |
| 235877 -          | 2005 BW27                | 19 gennaio 2005  | Spacewatch               |
| 235878 -          | 2005 BR29                | 31 gennaio 2005  | LINEAR                   |
| 235879 -          | 2005 BX34                | 16 gennaio 2005  | Veillet, C.              |
| 235880 -          | 2005 BM48                | 19 gennaio 2005  | Spacewatch               |
| 235881 -          | 2005 CL2                 | 1º febbraio 2005 | CSS                      |
| 235882 -          | 2005 CM5                 | 1º febbraio 2005 | Spacewatch               |
| 235883 -          | 2005 CV8                 | 1º febbraio 2005 | CSS                      |
| 235884 -          | 2005 CC9                 | 1º febbraio 2005 | CSS                      |
| 235885 -          | 2005 CK10                | 1º febbraio 2005 | Spacewatch               |
| 235886 -          | 2005 CR23                | 2 febbraio 2005  | LINEAR                   |
| 235887 -          | 2005 CB30                | 1º febbraio 2005 | Spacewatch               |
| 235888 -          | 2005 CM36                | 3 febbraio 2005  | LINEAR                   |
| 235889 -          | 2005 CU43                | 2 febbraio 2005  | CSS                      |
| 235890 -          | 2005 CG45                | 2 febbraio 2005  | CSS                      |
| 235891 -          | 2005 CA49                | 2 febbraio 2005  | CSS                      |
| 235892 -          | 2005 CB57                | 2 febbraio 2005  | CSS                      |
| 235893 -          | 2005 CJ59                | 2 febbraio 2005  | NEAT                     |
| 235894 -          | 2005 CD62                | 14 febbraio 2005 | Lowe, A.                 |
| 235895 -          | 2005 CR63                | 9 febbraio 2005  | LONEOS                   |
| 235896 -          | 2005 CZ63                | 9 febbraio 2005  | LONEOS                   |
| 235897 -          | 2005 CW68                | 4 febbraio 2005  | LONEOS                   |
| 235898 -          | 2005 CL69                | 14 febbraio 2005 | Spacewatch               |
| 235899 -          | 2005 CY73                | 1º febbraio 2005 | Spacewatch               |
| 235900 -          | 2005 CY75                | 2 febbraio 2005  | CSS                      |

## 235901-236000
| Nome               | Designazione provvisoria | Data di scoperta | Scopritore            |
| ------------------ | ------------------------ | ---------------- | --------------------- |
| 235901 -           | 2005 CV80                | 1º febbraio 2005 | CSS                   |
| 235902 -           | 2005 DC                  | 16 febbraio 2005 | Hug, G.               |
| 235903 -           | 2005 EG                  | 1º marzo 2005    | LINEAR                |
| 235904 -           | 2005 EZ3                 | 1º marzo 2005    | Spacewatch            |
| 235905 -           | 2005 EV9                 | 2 marzo 2005     | Spacewatch            |
| 235906 -           | 2005 EH17                | 3 marzo 2005     | Spacewatch            |
| 235907 -           | 2005 EJ19                | 3 marzo 2005     | Spacewatch            |
| 235908 -           | 2005 EY22                | 3 marzo 2005     | CSS                   |
| 235909 -           | 2005 EA25                | 3 marzo 2005     | CSS                   |
| 235910 -           | 2005 EO25                | 3 marzo 2005     | Junk Bond             |
| 235911 -           | 2005 EM34                | 3 marzo 2005     | CSS                   |
| 235912 -           | 2005 EL36                | 4 marzo 2005     | CSS                   |
| 235913 -           | 2005 EU39                | 1º marzo 2005    | Spacewatch            |
| 235914 -           | 2005 EL43                | 3 marzo 2005     | Spacewatch            |
| 235915 -           | 2005 EO44                | 3 marzo 2005     | Spacewatch            |
| 235916 -           | 2005 EF45                | 3 marzo 2005     | CSS                   |
| 235917 -           | 2005 EW45                | 3 marzo 2005     | CSS                   |
| 235918 -           | 2005 EH49                | 3 marzo 2005     | CSS                   |
| 235919 -           | 2005 EV51                | 3 marzo 2005     | CSS                   |
| 235920 -           | 2005 EY54                | 4 marzo 2005     | Spacewatch            |
| 235921 -           | 2005 EN58                | 4 marzo 2005     | Spacewatch            |
| 235922 -           | 2005 ET67                | 4 marzo 2005     | Mt. Lemmon Survey     |
| 235923 -           | 2005 EZ71                | 2 marzo 2005     | LONEOS                |
| 235924 -           | 2005 EF84                | 4 marzo 2005     | CSS                   |
| 235925 -           | 2005 EA96                | 3 marzo 2005     | CSS                   |
| 235926 -           | 2005 EL97                | 3 marzo 2005     | CSS                   |
| 235927 -           | 2005 EL100               | 3 marzo 2005     | CSS                   |
| 235928 -           | 2005 EO101               | 3 marzo 2005     | CSS                   |
| 235929 -           | 2005 EX101               | 3 marzo 2005     | Spacewatch            |
| 235930 -           | 2005 EO104               | 4 marzo 2005     | Mt. Lemmon Survey     |
| 235931 -           | 2005 EU113               | 4 marzo 2005     | CSS                   |
| 235932 -           | 2005 EE116               | 4 marzo 2005     | Mt. Lemmon Survey     |
| 235933 -           | 2005 EP119               | 7 marzo 2005     | LINEAR                |
| 235934 -           | 2005 EA120               | 8 marzo 2005     | Spacewatch            |
| 235935 -           | 2005 EO126               | 8 marzo 2005     | Mt. Lemmon Survey     |
| 235936 -           | 2005 EJ127               | 9 marzo 2005     | Spacewatch            |
| 235937 -           | 2005 EY132               | 9 marzo 2005     | CSS                   |
| 235938 -           | 2005 EZ135               | 9 marzo 2005     | LONEOS                |
| 235939 -           | 2005 EC137               | 9 marzo 2005     | Mt. Lemmon Survey     |
| 235940 -           | 2005 EA139               | 9 marzo 2005     | Mt. Lemmon Survey     |
| 235941 -           | 2005 EP139               | 9 marzo 2005     | Mt. Lemmon Survey     |
| 235942 -           | 2005 EU139               | 9 marzo 2005     | Mt. Lemmon Survey     |
| 235943 -           | 2005 EF141               | 10 marzo 2005    | CSS                   |
| 235944 -           | 2005 EH143               | 10 marzo 2005    | CSS                   |
| 235945 -           | 2005 EV143               | 10 marzo 2005    | Mt. Lemmon Survey     |
| 235946 -           | 2005 EY145               | 10 marzo 2005    | Mt. Lemmon Survey     |
| 235947 -           | 2005 ET147               | 10 marzo 2005    | Spacewatch            |
| 235948 -           | 2005 EW156               | 9 marzo 2005     | LINEAR                |
| 235949 -           | 2005 EE159               | 9 marzo 2005     | Mt. Lemmon Survey     |
| 235950 -           | 2005 EY159               | 9 marzo 2005     | Mt. Lemmon Survey     |
| 235951 -           | 2005 EL160               | 9 marzo 2005     | Mt. Lemmon Survey     |
| 235952 -           | 2005 EX165               | 11 marzo 2005    | Spacewatch            |
| 235953 -           | 2005 EN176               | 8 marzo 2005     | LINEAR                |
| 235954 -           | 2005 EX180               | 9 marzo 2005     | Mt. Lemmon Survey     |
| 235955 -           | 2005 EW183               | 9 marzo 2005     | Mt. Lemmon Survey     |
| 235956 -           | 2005 ET188               | 10 marzo 2005    | Mt. Lemmon Survey     |
| 235957 -           | 2005 EP194               | 11 marzo 2005    | Mt. Lemmon Survey     |
| 235958 -           | 2005 ET194               | 11 marzo 2005    | Mt. Lemmon Survey     |
| 235959 -           | 2005 EO203               | 11 marzo 2005    | Spacewatch            |
| 235960 -           | 2005 EJ204               | 11 marzo 2005    | Spacewatch            |
| 235961 -           | 2005 EX205               | 13 marzo 2005    | CSS                   |
| 235962 -           | 2005 ER216               | 8 marzo 2005     | Mt. Lemmon Survey     |
| 235963 -           | 2005 EU216               | 8 marzo 2005     | LINEAR                |
| 235964 -           | 2005 EX217               | 9 marzo 2005     | Mt. Lemmon Survey     |
| 235965 -           | 2005 EG218               | 9 marzo 2005     | Spacewatch            |
| 235966 -           | 2005 EB220               | 10 marzo 2005    | Siding Spring Survey  |
| 235967 -           | 2005 EK221               | 11 marzo 2005    | Mt. Lemmon Survey     |
| 235968 -           | 2005 EY236               | 11 marzo 2005    | Spacewatch            |
| 235969 -           | 2005 EK239               | 11 marzo 2005    | Spacewatch            |
| 235970 -           | 2005 EH240               | 11 marzo 2005    | Spacewatch            |
| 235971 -           | 2005 EE248               | 12 marzo 2005    | Spacewatch            |
| 235972 -           | 2005 EH250               | 14 marzo 2005    | Mt. Lemmon Survey     |
| 235973 -           | 2005 EJ250               | 15 marzo 2005    | CSS                   |
| 235974 -           | 2005 EL256               | 11 marzo 2005    | Mt. Lemmon Survey     |
| 235975 -           | 2005 EX257               | 11 marzo 2005    | Mt. Lemmon Survey     |
| 235976 -           | 2005 EA260               | 11 marzo 2005    | Spacewatch            |
| 235977 -           | 2005 ER260               | 12 marzo 2005    | Spacewatch            |
| 235978 -           | 2005 ER262               | 13 marzo 2005    | Spacewatch            |
| 235979 -           | 2005 EJ269               | 15 marzo 2005    | Mt. Lemmon Survey     |
| 235980 -           | 2005 EA272               | 10 marzo 2005    | LONEOS                |
| 235981 -           | 2005 EM282               | 10 marzo 2005    | Mt. Lemmon Survey     |
| 235982 -           | 2005 EE293               | 10 marzo 2005    | CSS                   |
| 235983 -           | 2005 EH306               | 4 marzo 2005     | Mt. Lemmon Survey     |
| 235984 -           | 2005 ET315               | 11 marzo 2005    | Spacewatch            |
| 235985 Dougrodgers | 2005 ER317               | 12 marzo 2005    | Buie, M. W.           |
| 235986 -           | 2005 EY326               | 3 marzo 2005     | Spacewatch            |
| 235987 -           | 2005 ET327               | 11 marzo 2005    | Mt. Lemmon Survey     |
| 235988 -           | 2005 EJ330               | 2 marzo 2005     | CSS                   |
| 235989 -           | 2005 EO330               | 15 marzo 2005    | CSS                   |
| 235990 Laennec     | 2005 FP2                 | 16 marzo 2005    | Christophe, B.        |
| 235991 -           | 2005 FD7                 | 31 marzo 2005    | LONEOS                |
| 235992 -           | 2005 FC10                | 17 marzo 2005    | Spacewatch            |
| 235993 -           | 2005 FQ12                | 16 marzo 2005    | CSS                   |
| 235994 -           | 2005 GY1                 | 1º aprile 2005   | CSS                   |
| 235995 -           | 2005 GA9                 | 1º aprile 2005   | Spacewatch            |
| 235996 -           | 2005 GF9                 | 2 aprile 2005    | Bickel, W.            |
| 235997 -           | 2005 GQ18                | 2 aprile 2005    | Tucker, R. A.         |
| 235998 -           | 2005 GZ21                | 4 aprile 2005    | CSS                   |
| 235999 Bucciantini | 2005 GA22                | 4 aprile 2005    | Tesi, L., Fagioli, G. |
| 236000 -           | 2005 GK22                | 4 aprile 2005    | CSS                   |